# Bernard Hügl
Bernard Hügl (Srpski Miletić, Vojvodina, 25. siječnja 1908. – Heilbronn, Njemačka,  10. travnja 1982.), hrvatski nogometaš, trener i izbornik.

## Školovanje i klupska karijera
Osnovnu školu pohađao je u rodnom mjestu, gdje je počeo i s igranjem nogometa. Maturirao je u gimnaziji u vojvođanskom mjestu Kuli, dok je studij farmacije započeo u Novom Sadu, a završio i diplomirao na zagrebačkom fakultetu 1931. Nogomet je započeo igrati u Vrbaskom športskom klubu, a po dolasku na studij u Zagreb, prijavio se u Građanski, gdje je bio standardni član prve momčadi, te s njim osvojio dvije titule prvaka države (1937. i 1940.).

## Reprezentativna karijera
Odigrao je i 24 utakmice za jugoslavensku reprezentaciju. Hügl je bio desni branič, a zajedno s Franjom Glaserom i Jozom Matošićem predstavljao je poznati obrambeni trio u reprezentaciji. Debitirao je u Sofiji protiv Bugarske 18. ožujka 1934. godine (2:1), dok je zadnju utakmicu odigrao 26. travnja 1939. u Berlinu protiv Njemačke (2:3). 
Od 1931. do 1938. odigrao je i 15 utakmica za gradsku reprezentaciju Zagreba.

## Izbornička karijera
Kad je 1940. godine prestao igrati, preuzeo je dužnost izbornika novoformirane hrvatske omladinske reprezentacije, koja samo mjesec dana poslije prvog nastupa seniorskih sastava odigrana svoj prvi povijesni susret protiv adekvatne mađarske reprezentacije u Pečuhu.
Bio je i izbornik gradske reprezentacije Zagreba, a za vrijeme NDH bio je trener momčadi njemačkih oružanih snaga i član stručnog stožera HNS–a.   
27. prosinca 1943., Državni vođa za tjelesnu kulturu i šport Miško Zebić, dekretom imenuje Hügla za izbornika. Hügl je odredio momčad Hrvatske za samo jednu utakmicu i to za susret u Zagrebu, protiv Slovačke (7:3), koja je odigrana 9. travnja 1944. Bila je to ujedno i posljednja utakmica hrvatske reprezentacije u NDH. 

#### Progon
Poslije Drugog svjetskog rata Bernard Hügl bio je kao pripadnik njemačke nacionalne manjine i sportski dužnosnik NDH, šikaniran, zatvaran i osuđen na 6 godina logora. U Staroj Gradiški izdržao je punih 5 godina. Uz pomoć sportskih poznanstava uspio se izvući iz logora u Gradiški, ali preostalu godinu robije nije se smio udaljavati iz Zagreba. 

## Trenerska karijera u Jugoslaviji
Trenira HŠK Ličanin, NK Ferrari i NK Dinamo Zagreb, s kojim 1951. osvaja Kup. Godine 1953. godine postaje trener Veleža iz Mostara, kojega je u sezoni 1953./54. uspio uvesti u Prvu saveznu ligu. Potom odlazi u Osijek i preuzima treniranje tamošnjeg NK Proletera. Bio je trener B reprezentacije Jugoslavije (1953./54.). 

#### Afera "Krznena lisica"
U sezoni 1955./56. izbija tzv. afera "Krznena lisica" (podmićivanje sudaca). Bio je optužen za umiješanost u toj aferi pa je proveo dva mjeseca u istražnom zatvoru. Tadašnji predsjednik Proletera i narodni poslanik Ivan Špika uspio mu je iznuditi putovnicu uz uvjet da mora napustiti zemlju, što je on i učinio. U rujnu 1956. napustio je Hrvatsku.

## Trenerska karijera u Njemačkoj
U Njemačkoj odmah biva uvršten u stručni stožer reprezentacije kao pomoćnik izborniku Seppu Herbergeru. Godinu dana poslije odlazi u Stuttgart i preuzima treniranje momčadi Stuttgart Kickersa. Potom je bio trener u Heilbronnu, gdje se razbolio i prestao aktivnom djelatnošću. Umro je u 74. godini, 10. travnja 1982. i pokopan na gradskom groblju u Heilbronnu.